# Stroopwafel

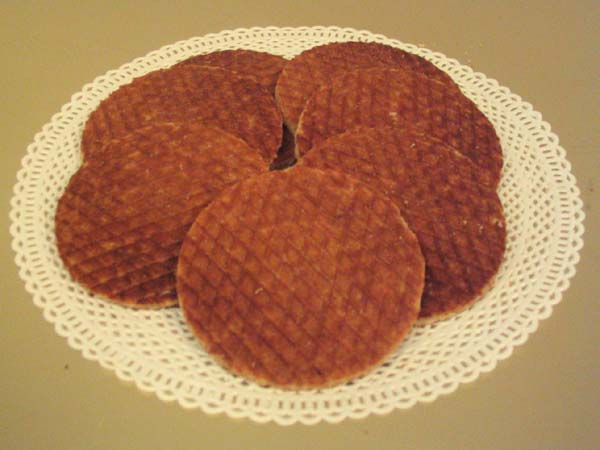
Stroopwafels

O stroopwafel (pronúncia local: [ˈstroːpˌʋaːfəl] (escutarⓘ)) é um tradicional biscoito dos Países Baixos. Trata-se de um biscoito formado por duas finas partes de massa em formato de disco com recheio de caramelo. Pode ser encontrado em diferentes tamanhos, nas feiras livres dos Países Baixos são feitos grandes e servidos na hora. Sua origem data de 1784 na cidade de Gouda, Holanda do Sul.

## Etimologia
A palavra stroopwafel significa em uma tradução livre "waffle com calda".

## Ingredientes

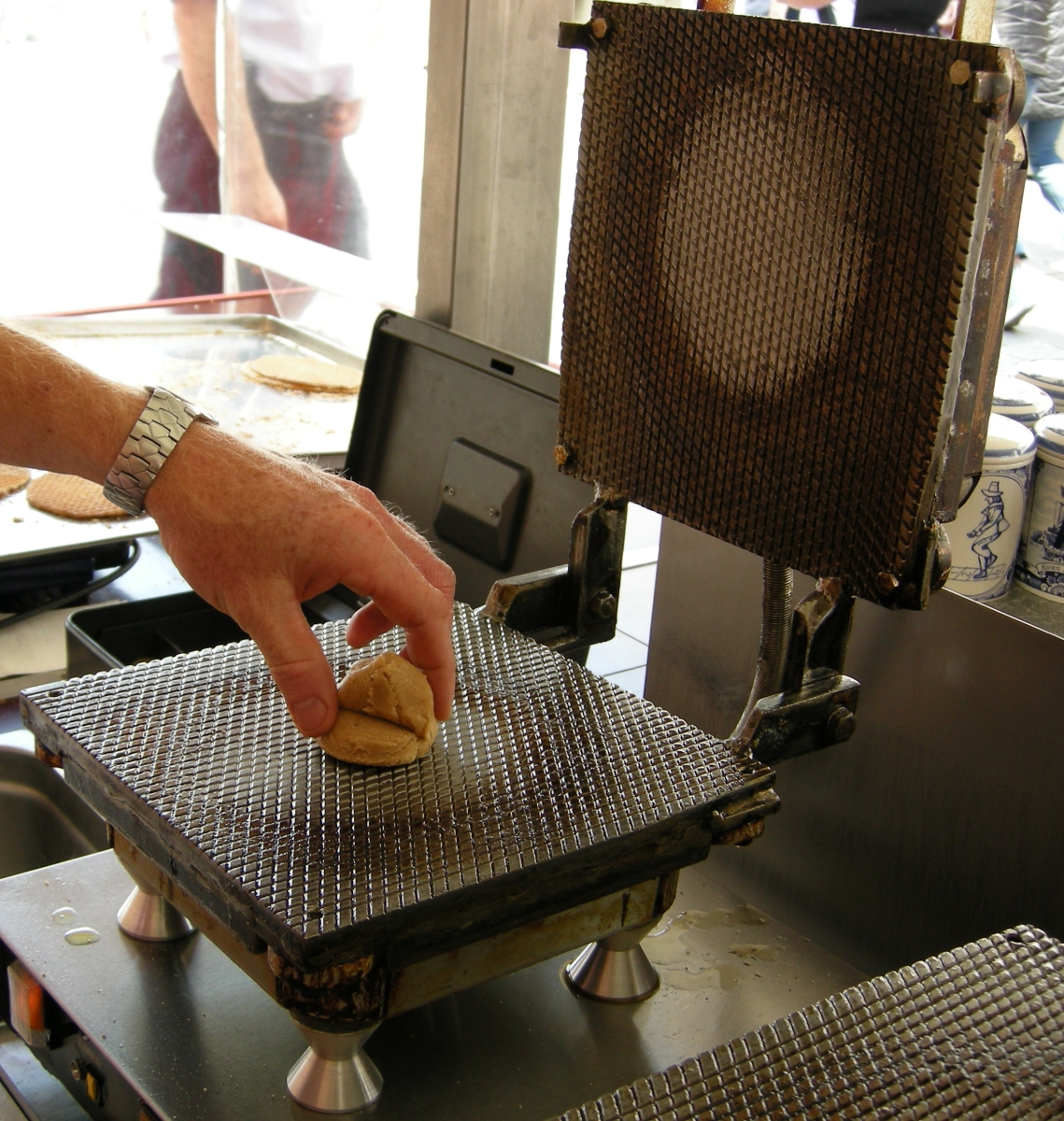
Moldada em bolas a massa é colocada na máquina para assar

O stroopwafel é um doce de antigas tradições, as receitas são mantidas como um valioso segredo e passadas de geração em geração há séculos.
Ainda que existam diferentes receitas os ingredientes básicos para a massa são: farinha, manteiga, açúcar refinado, leite e ovos.
A massa é assada em uma prensa aquecida de ambos os lados. Logo que assada a massa é aberta ao meio para ser recheada com a calda de caramelo, que é composta basicamente por: açúcar refinado, açúcar mascavo, manteiga e canela. Entre as variações de sabores de recheio estão mel, nutella, chocolate, entre outros.

## História
A história do stroopwafel remete à Holanda do século XVIII. Durante o século XVIII a Companhia Holandesa das Índias Orientais possuía importantes rotas comerciais como a da África do Sul, do Caribe e da Indonésia. Foi a união de especiarias vindas de suas colônias que possibilitou a criação do stroopwafel. Do Caribe usou-se o açúcar mascavo e da Indonésia a canela.
Há indícios da existência do biscoito desde 1784. Entretanto, a primeira receita escrita, pertencente à um padeiro chamado Gerard Kamphuisen que abriu uma padaria em Gouda em 1810, é datada de 1840. No final do século XVIII havia mais de 100 produtores de stroopwafel na cidade de Gouda, que permaneceu como o único local de produção do biscoito até 1870, a partir daí, feiras e festivais por toda Holanda passaram a ter fazedores de stroopwafels, ou bakkers (confeiteiros) como são chamados localmente. Originalmente o stroopwafel era feito com sobras de biscoitos que eram trituradas, amassadas e assadas para depois serem cortadas ao meio e recheadas com um melado à base de açúcar e manteiga. Por ser feito com sobras de materiais baratos tinha o apelido de o biscoito dos pobres.